# Llista de Creus de Sant Jordi/1999/Entitats

#### Entitats
Informació actualitzada per un bot. Els canvis manuals es perdran quan s'actualitzi!
| Entitat                                                                                     | Wikidata  | Descripció                                                                                         | Imatge |
| ------------------------------------------------------------------------------------------- | --------- | -------------------------------------------------------------------------------------------------- | ------ |
| Institució Catalana d'Història Natural                                                      | Q1843224  | entitat cultural fundada el 1899. Des del 1915 filial de l'Institut d'Estudis Catalans             |        |
| Reial Club de Tennis Barcelona                                                              | Q3781022  | club de tennis a Barcelona                                                                         |        |
| Agrupació de Supervivents de la Lleva del Biberó-41                                         | Q11904340 | |        |
| Coordinadora de Tallers per a Minusvàlids Psíquics de Catalunya                             | Q11915505 | |        |
| Federació Catalana de Patinatge                                                             | Q11921653 | federació esportiva catalana                                                                       |        |
| Federació d'Associacions de Gent Gran de Catalunya                                          | Q11921683 | entitat sense ànim de lucre                                                                        |        |
| Lliga Espiritual de la Mare de Déu de Montserrat                                            | Q11932330 | |        |
| Revista Econòmica de Catalunya                                                              | Q11945429 | |        |
| Associació de Paràlisi Cerebral                                                             | Q16171958 | fundació                                                                                           |        |
| Col·legi Oficial de Doctors i Llicenciats en Filosofia i Lletres i en Ciències de Catalunya | Q16191009 | corporació de dret públic que agrupa els llicenciats en filosofia i lletres i ciències a Catalunya |        |
| Fundació Esclerosi Múltiple                                                                 | Q17605242 | |        |